# La Esmeralda de los Cipreses
La Esmeralda de los Cipreses är en ort i Mexiko.   Den ligger i kommunen La Independencia och delstaten Chiapas, i den sydöstra delen av landet, 900 km öster om huvudstaden Mexico City. La Esmeralda de los Cipreses ligger 1 129 meter över havet och antalet invånare är 218.
Terrängen runt La Esmeralda de los Cipreses är kuperad. Runt La Esmeralda de los Cipreses är det ganska glesbefolkat, med 47 invånare per kvadratkilometer. Närmaste större samhälle är Santa Rita el Vergel, 5,5 km väster om La Esmeralda de los Cipreses. I omgivningarna runt La Esmeralda de los Cipreses växer i huvudsak städsegrön lövskog.